# Gonomyia (Idiocerodes) cognatella
Gonomyia (Idiocerodes) cognatella is een tweevleugelige uit de familie steltmuggen (Limoniidae). De soort komt voor in het Nearctisch gebied.